# Alvin Risk
Alvin Risk cuyo verdadero nombre es Marcio Alvarado, es un músico, DJ, productor  de música y cantante estadounidense especializado en la producción de los géneros moombahton y dubstep. En 2010 lanzó su primer EP junto a Tittsworth, "Two Strokes Raw". Alvin Risk remezcló para varios artistas, tales como Kill The Noise, Skrillex, Steve Aoki, The Prodigy, entre otros.

## Carrera

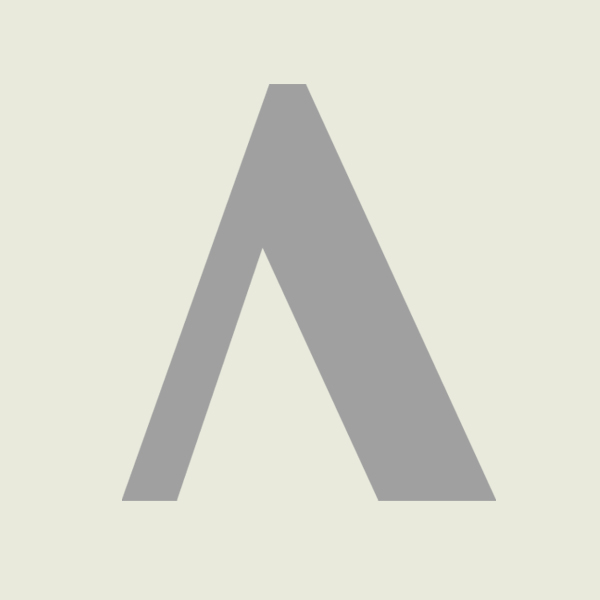
Logo de Alvin Risk

Risk fue miembro fundador de la banda Corrupt Souls, un grupo de batería y bajo de Washington D. C., Estados Unidos, que estuvo activo de 2004 a 2007. Los miembros fueron Telemetrik (Marcio Alvarado) e Impulse (Josh Clark).
Corrupt Souls ha lanzado material sobre Ohm Resistance (sello discográfico de Submerged), Renegade Hardware, Moving Shadow y el sello discográfico Black Sun Empire. También están acreditados en el proyecto por Bill Laswell y Robert Soares, Método de desafío - Inamorata. La banda está conectada a Sumergida.

## Discografía

### EP
- Two Strokes Raw EP (Tittsworth & Alvin Risk)
- Infinity EP
- Junkfood EP
- Venture EP
- Ever EP